# Бољевачки партизански одред
Бољевачки народноослободилачки партизански (НОП) одред је био партизанска јединица у саставу Народноослободилачке војске и партизанских одреда Југославије током Другог светског рата у Србији.

## Историјат
Формиран је 28. јула 1941. у подножју планине Маљеника, близу села Подгорца код Бољевца (према другим подацима Одред је формиран већ 9. јула 1941, кад је, по одлуци Окружног комитетаКПЈ Зајечар од 30. јуна, прва група од 11 бораца изашла на планину Маљеник). Половином августа Одред је имао око 200, а почетком септембра повећао се на око 450 бораца. Дејствовао је у бољевачком срезу и на комуникацијама Бор—Бољевац и Бољевац—Параћин. У јулу и августу Одред је разоружао жандармеријске станице на територији бољевачког среза, демолирао више железничких станица на прузи Зајечар—Параћин, порушио мостове на Црном Тимоку, разоружао посаду и демолирао постројења рудника угља Боговина (11. августа) и Ртањ (19/20. августа), тако да је експлоатација тог рудника била обустављена за три месеца, а Ртња за све време рата. Одред је 2. септембра заузео Бољевац, разоружао 28 жандарма и уништио општинску и пореску архиву. Да би спречио даље ширење устанка и обезбедио експлоатацију природних богатстава у том делу Србије 3. батаљон 741. пука немачке 714. дивизије са квислиншком жандармеријом и четницима, напали су 6. септембра 1941. Одред и, упоредо, авионима бомбардовали устаничка места Злот и Подгорац. Два дана касније Немци су спалили Злот, а 9. септембра Подгорац (изгореле су 853 зграде), опљачкали, убили и одвели у логоре више стотина људи, а 12. септембра ухватили секретара ОК КПЈ Зајечар Миленка Брковића Црног, кога су 18. септембра обесили на Краљевици код Зајечара. Под јаким притиском непријатеља, Одред је почео да се осипа. Знатно ослабљен и не могавши да пружи озбиљнији отпор, 8. октобра око 25 бораца повукло се на планини Тупижницу и спојило са Књажевачким НОП одредом.